# سازمان ژنوم انسان
سازمان ژنوم انسان یا دراختصار HUGO برگرفته از همین نام در انگلیسی٬ یک تشکیلات درگیر پژوهش‌های مربوط به نقشه‌برداری ژنتیک و پروژه ژنوم انسان است. این سازمان در سال ۱۹۸۹ به عنوان تشکیلاتی بین‌المللی راه‌اندازی شد. از وظیفه‌های پایه این سازمان و کمیته‌های زیرگروه آن٬ ایجاد و استانداردسازی نامگذاری‌های گونه‌های ژن و پروتئین انسانی تعریف شده‌است.